# Tignale
Tignale est une commune italienne de la province de Brescia, dans la région Lombardie.

## Culture
Le peintre baroque vénitien, Andrea Celesti, qui avait un atelier à Brescia, réalisa des toiles pour le Sanctuaire de Montecastello vers 1688-1700.

## Administration
| Période                                  | Période | Identité     | Étiquette     | Qualité |
| ---------------------------------------- | ------- | ------------ | ------------- | ------- |
| 2009                                     | 2014    | Franco Negri | civique liste | -       |
| Les données manquantes sont à compléter. |         |              |               |         |

### Hameaux
Gardola (sede comunale), Aer, Oldesio, Olzano Piovere, Prabione

### Communes limitrophes
Brenzone, Gargnano, Magasa, Malcesine, Tremosine, Valvestino